# فیلیپ بارکا
فیلیپ بارکا سیزیک (به فرانسوی: Philippe Barca-Cysique) (زاده ۲۲ آوریل ۱۹۷۷ در پاریس) بازیکن پیشین والیبال اهل فرانسه است.
فیلیپ از سال ۲۰۰۱ تا ۲۰۰۶ میلادی عضو ثابت تیم ملی والیبال فرانسه بود. او سابقهٔ بازی در تیم‌های لپلسیس رابینسون، آ.ث. کانس، گالاتاسرای استانبول، پیکان تهران و الریان قطر را دارد.